# Puerto Argentino/Stanley
Stanley, o Puerto Argentino, a veces unificado como Puerto Stanley es el principal puerto, y la única ciudad de las Islas Malvinas. Administrativa y políticamente, es la capital del territorio británico de ultramar de Malvinas; es también sede de su prefectura apostólica.
Está ubicada en la costa este de la isla Soledad y fue fundada en 1845. Su población aumentó después de la guerra de las Malvinas, llegando a los 2460 habitantes en el censo de 2016.
En Argentina, país que reclama soberanía sobre las islas Malvinas, la localidad forma parte del departamento Islas del Atlántico Sur de la provincia de Tierra del Fuego, Antártida e Islas del Atlántico Sur, cuya capital es Ushuaia. Debido a esta disputa territorial, en los países de habla hispana la ciudad es conocida con dos nombres: Stanley, su nombre de fundación, utilizado por el gobierno británico; y Puerto Argentino, nombre asignado por el gobierno argentino durante la guerra de las Malvinas como parte del reclamo de soberanía. 
En 2022, como parte de los honores cívicos del jubileo de platino de la reina Isabel II, Stanley fue una de las candidaturas para el estatus de ciudad, coincidiendo con el 40 aniversario de la guerra; el 14 de junio de 2022, Stanley recibió el estatus de ciudad.

## Denominación

### Denominación británica

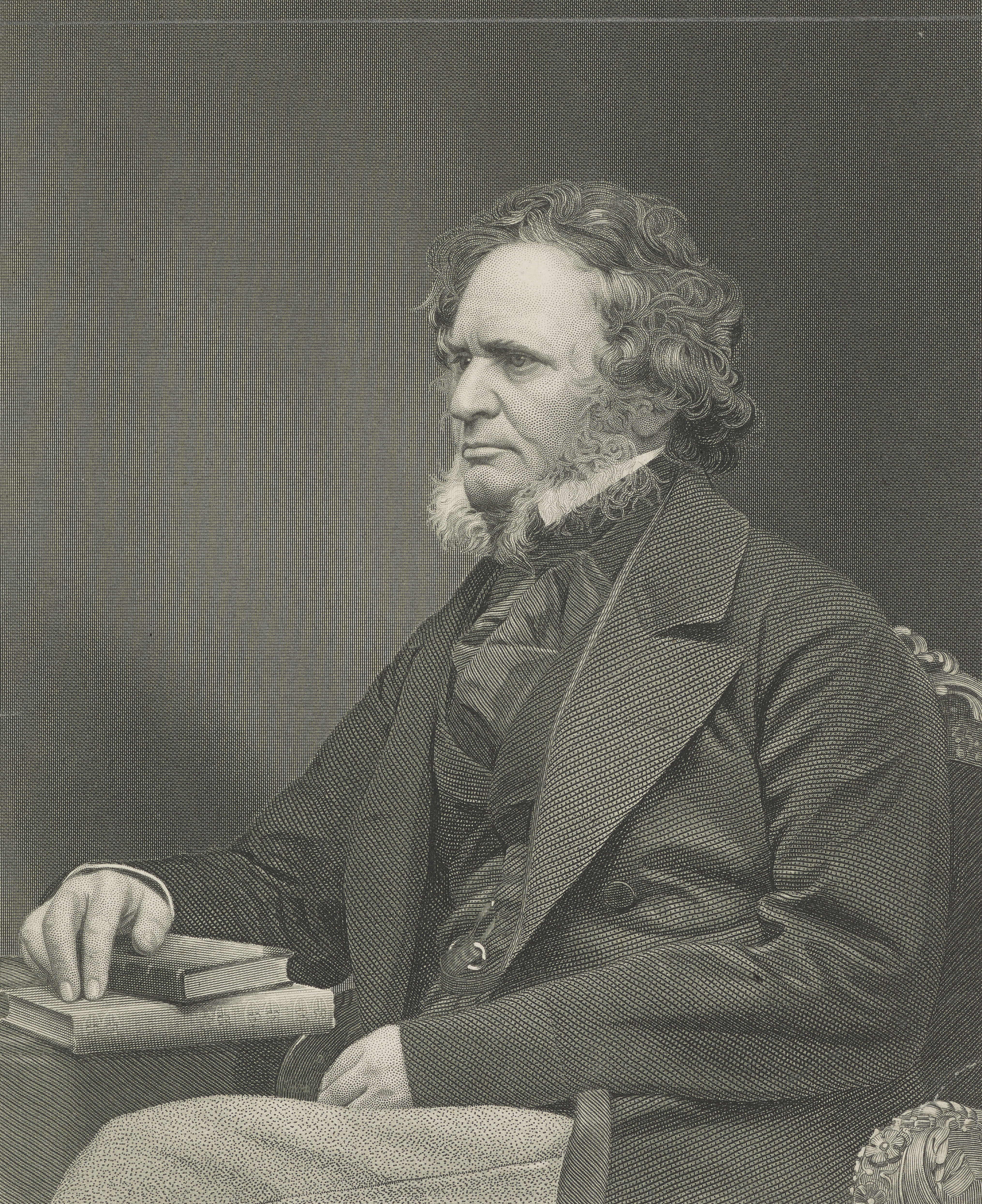
Edward Smith-Stanley, en cuyo honor fue nombrada la localidad.

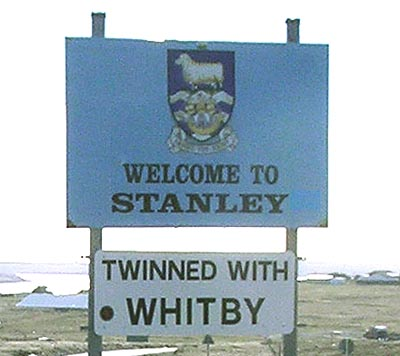
Letrero con mensaje de bienvenida a Stanley, a la entrada de la ciudad.

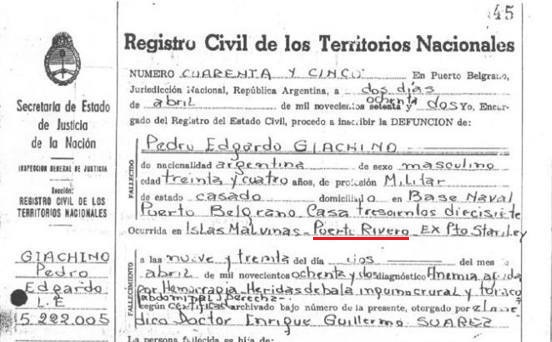
Acta de defunción de Pedro Edgardo Giachino, donde se lee «Puerto Rivero, Ex Pto. Stanley».

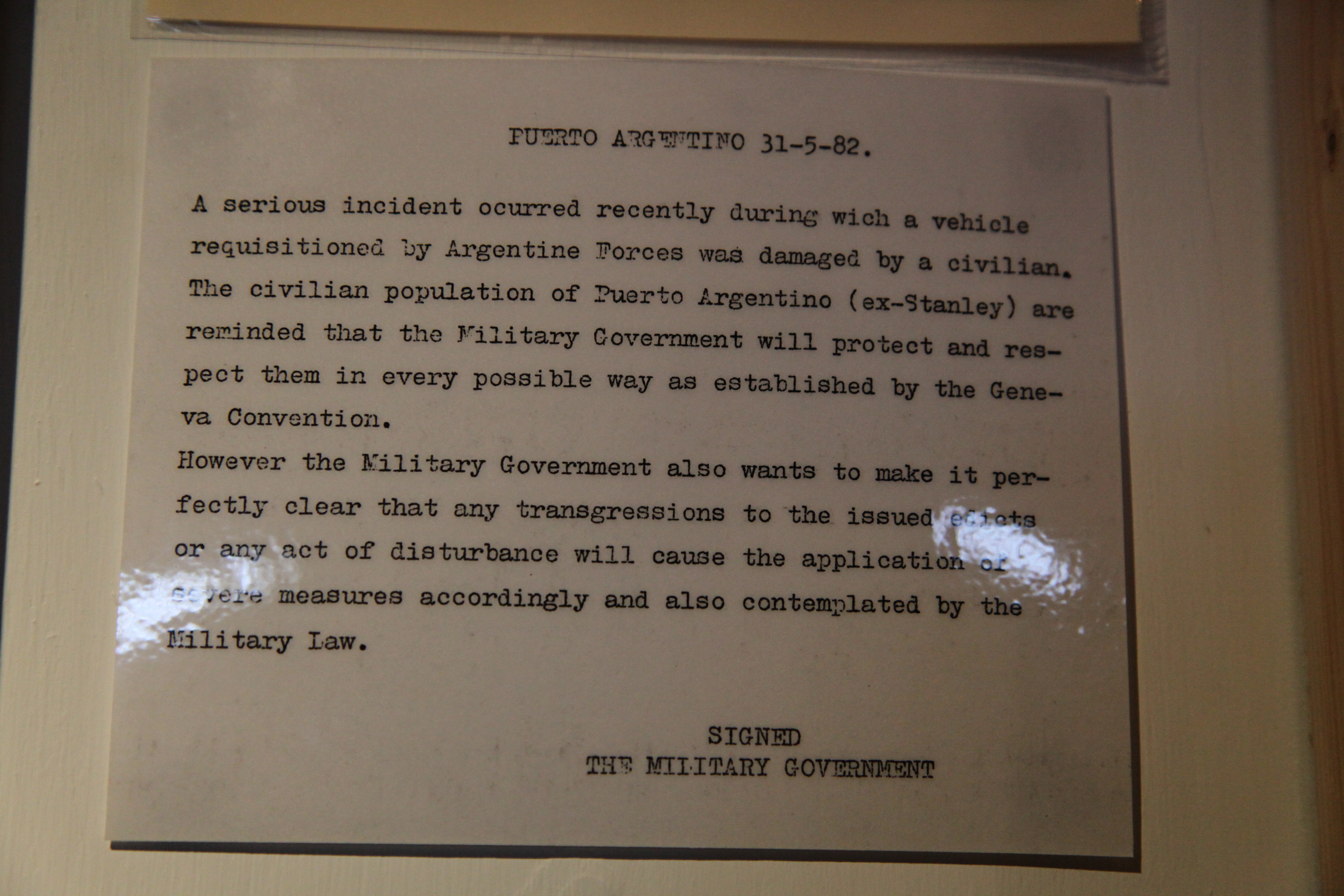
Mensaje del gobierno argentino a la población local durante la guerra de 1982 conservado en el Museo de las islas Malvinas. Se utilizó la denominación argentina de la localidad, indicando «Puerto Argentino (ex-Stanley)».

El Reino Unido fundó a la ciudad con el nombre de Port Stanley, honor de Edward Smith-Stanley, secretario de Estado para la Guerra y las Colonias. El paso del tiempo probó que el nombre más utilizado era «Stanley». El 2 de agosto de 1956 el administrador de las islas aconsejó el uso de este nombre al Gobierno de Su Majestad.
En abril de 2013 y después de la muerte de Margaret Thatcher, el Gobierno británico propuso poner a la ciudad el nombre de «Puerto Margaret», en homenaje a la ex primera ministra. Los parlamentarios británicos y el Gobierno malvinense apreciaron positivamente la propuesta. Como contraparte, el ministro de Relaciones Exteriores y Culto de Argentina, Héctor Timerman, repudió la propuesta.
Desde 1992 los isleños celebran el «Día de Margaret Thatcher» cada 10 de enero y también posee una avenida en su honor en esta ciudad.

### Denominación argentina
Hasta abril de 1982 la población era conocida en Argentina como Puerto Stanley, nombre utilizado tanto por el gobierno como por los medios de comunicación. En 1966 grupos peronistas solían utilizar la forma Puerto Rivero, e incluso se registra en la Argentina el uso erróneo de Puerto Soledad en la década de 1960, confundiendo la ciudad con el asentamiento instalado por los franceses en la misma isla, que era la cabecera de la gobernación argentina al momento de la ocupación británica en 1833.
Durante la administración argentina de la ciudad en 1982, el gobierno militar argentino utilizó varias denominaciones para nombrarla en los comunicados de prensa. Entre el 3 y 4 de abril de 1982, la denominó Puerto Rivero; el 5 de abril se utilizó el nombre Puerto de la Isla Soledad; entre el 6 y el 15 de abril se utilizó Puerto de las Islas Malvinas. Una carta fechada el 24 de abril y otra del 29 de abril mantienen el nombre Puerto Rivero. El nombre de Rivero había generado algo de polémica, y para la segunda semana de abril del 1982 ya figuraba Puerto Argentino en las cartas náuticas de las islas.
El nombre de Puerto Rivero (en honor al Gaucho Rivero) apareció en el año 1966 cuando un grupo denominado Los Cóndores compuestos por jóvenes militantes peronistas opositores al gobierno de Juan Carlos Onganía y liderados por Dardo Cabo y María Cristina Verrier, secuestraron un DC-4 de Aerolíneas Argentinas que se dirigía de Buenos Aires a Río Gallegos y lo desvían a las islas. Durante 36 horas flamearon banderas argentinas y dieron un nuevo nombre a la ciudad. Fue parte de una operación denominada Cóndor. Fueron rodeados por los isleños y se rindieron horas más tarde. Luego fueron enviados a Tierra del Fuego en barco y encarcelados. El Museo Malvinas e Islas del Atlántico Sur, inaugurado en 2014 en Buenos Aires, posee el bar y restaurante Puerto Rivero, por el nombre dado a Puerto Stanley en 1966.
Finalmente, el gobierno de Leopoldo Galtieri, a través del decreto 757/82 del 16 de abril de 1982, renombró la ciudad como Puerto Argentino para reivindicar su soberanía sobre las islas.

[...] Que el Gobernador Militar ejerce actualmente sus funciones con asiento en la localidad conocida como "Puerto Stanley", denominación ésta que es ajena a la historia y tradiciones de nuestro país. [...]

Que la Secretaría de Cultura de la Presidencia de la Nación ha propuesto como nueva denominación de aquella localidad la de "Puerto Argentino". [...]

ARTÍCULO 1º.- Asígnase el nombre de "Puerto Argentino" a la localidad de las Islas Malvinas, actualmente asiento del señor Gobernador Militar, que con anterioridad era conocida como "Puerto Stanley".
Decreto N.° 757/1982

El uso de este nombre es excluyente en la Argentina, pero no así en la totalidad del mundo hispanohablante, donde la denominación de Puerto Argentino se alterna con la de Puerto Stanley o Stanley.[cita requerida]
Durante los acuerdos entre la Argentina y el Reino Unido de julio de 1999, la delegación argentina dijo estar dispuesta a estudiar la posibilidad de eliminar de su toponimia los nombres geográficos instaurados por el gobierno militar durante la Guerra, entre ellos el de Puerto Argentino, volviendo a denominarse Stanley. Finalmente, no ocurrió. Incluso, un diputado del Congreso Argentino presentó un proyecto de ley para derogar el decreto de Galtieri.

## Historia

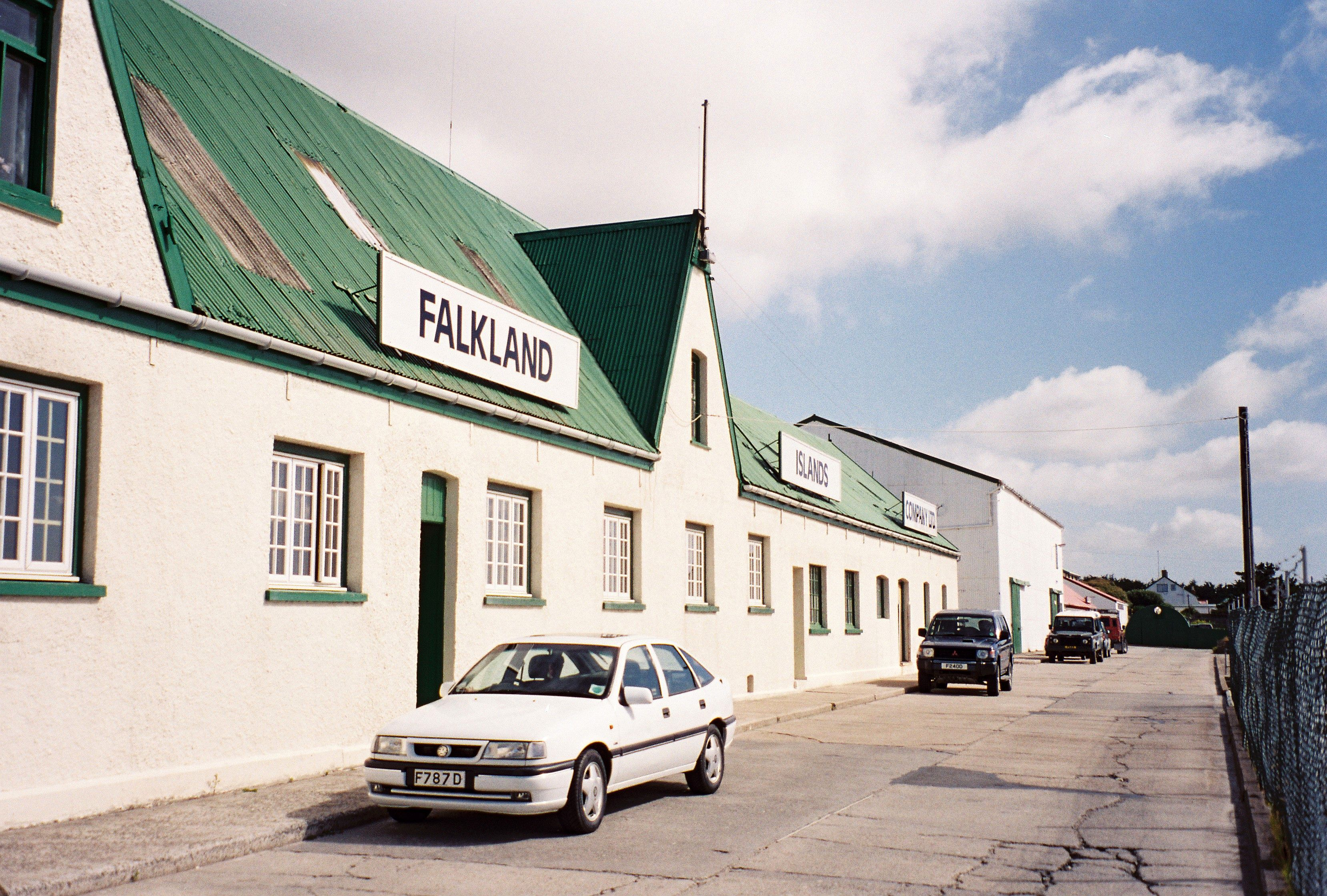
Sede de la Falkland Islands Company.

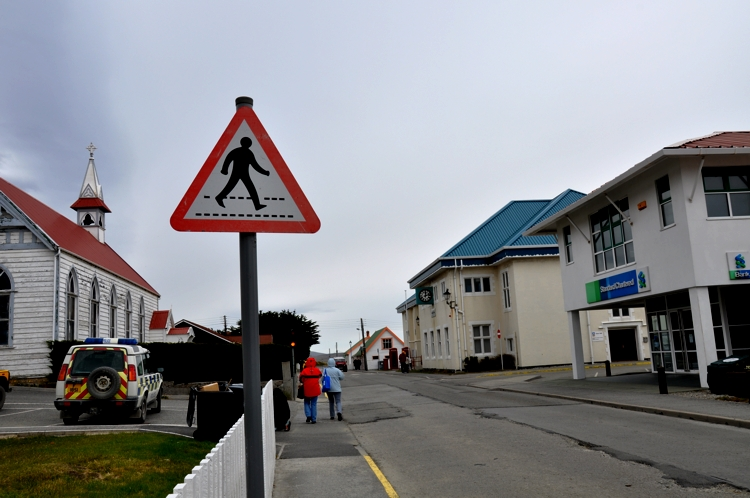
Tramo céntrico de la Costanera Ross.

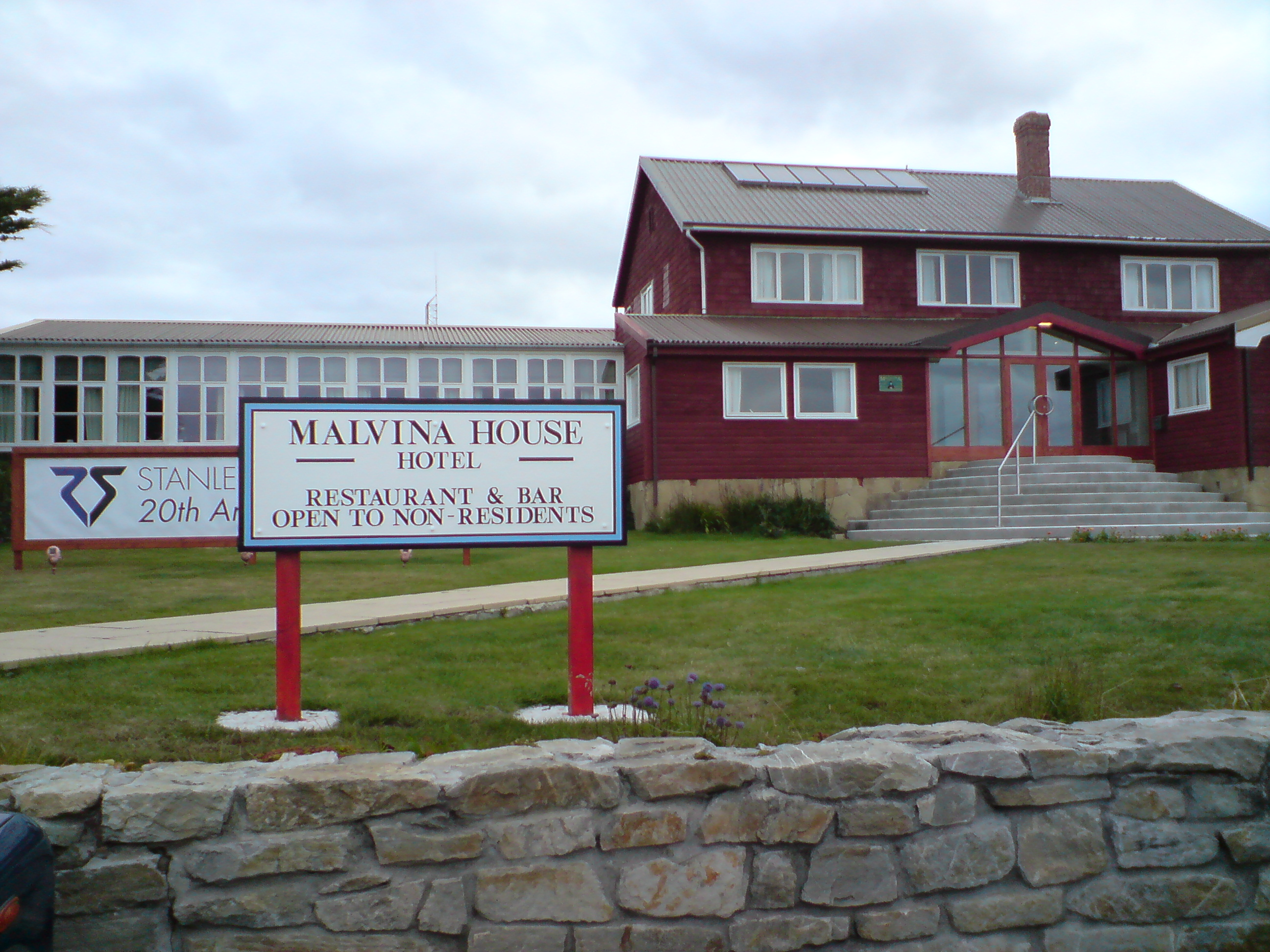
Malvina House Hotel.

La capital española y argentina de las islas era Puerto Soledad (Port Louis, para los británicos), ubicada al norte de esta ciudad. 
Tras la invasión británica de 1833, el gobernador teniente Richard Moody decidió trasladar la capital al caserío de Port Jackson, denominándola Port Stanley. El cambio se realizó pues se consideraba que la bahía de Stanley tenía una mayor profundidad de anclaje para los buques.
En 1843 comenzó la construcción del asentamiento y en 1845 se transformó en la capital administrativa de la colonia. Se convirtió en base para barcos balleneros y cazadores de focas en el Atlántico Sur. En 1848 nació James Henry Falklands Sullivan en Puerto Stanley, que llevó el nombre británico del archipiélago. Fue el primer descendiente de británicos y el primer bebé nacido en la localidad.
En 1849, 30 familias de pensionados de Chelsea (del Royal Hospital Chelsea) se asentaron allí, con el fin de ayudar a la defensa de las islas y el desarrollo del nuevo asentamiento. El asentamiento creció como un puerto de aguas profundas, especializado en la reparación de buques.[cita requerida] De hecho, antes de la construcción del Canal de Panamá, la localidad era el mayor lugar de reparación para los barcos que transitaban por el estrecho de Magallanes, ayudando a impulsar la economía de las islas.[cita requerida]
Años más tarde fue utilizada como depósito de carbón para la Marina Real Británica. Esto llevó a convertir a las islas en fondeadero de los buques que participaron en la batalla de las islas Malvinas en la Primera Guerra Mundial, y en la batalla del Río de la Plata en la Segunda Guerra Mundial. Durante esta última guerra fue detenido en la localidad el fascista británico Jeffrey Mosleyite Hamm.
Las islas tenían 3275 habitantes en 1911, y 916 de ellos vivían en Puerto Argentino/Stanley.
El aeropuerto de la localidad fue inaugurado el 15 de noviembre de 1972 con un vuelo de la Fuerza Aérea Argentina proveniente de Comodoro Rivadavia. La pista tenía 785 metros de largo y 30 metros de ancho. Los vuelos a la parte continental de Argentina realizados por Líneas Aéreas del Estado (LADE) fueron suspendidos luego de la guerra de 1982, y desde 1993 entró en servicio un vuelo semanal desde Punta Arenas en Chile que opera desde la Base Aérea de Mount Pleasant, con la anuencia del gobierno argentino e incluyendo una escala mensual en Río Gallegos.
En su momento, la sucursal de LADE fue la primera oficina estatal argentina en las Malvinas. Instalado en octubre de 1972, se materalizó el 20 de noviembre en un terreno cedido por el gobierno colonial ubicado en la Costanera Ross, la principal calle de la ciudad. Allí se designó un Jefe de Agencia y se instaló un equipo de radio BLU. El gobierno argentino también construyó un edificio en 1981 para establecer la residencia del comodoro del aire argentino que representaba a LADE. El edificio es llamado «casa Britannia» («Britannia house»). Años después de la guerra se instaló allí el museo de las islas.
En 1975 se instalaron plantas de Gas del Estado y de Yacimientos Petrolíferos Fiscales (YPF) para brindar gas y petróleo a la población. En esos años, el representante de Gas del Estado en las islas, también era agente de LADE y delegado del Ministerio de Relaciones Exteriores argentino.
El 2 de abril de 1982 ocurrió el desembarco de las Fuerzas Armadas argentinas, lo que derivó en la guerra de las Malvinas, siendo ocupada por los argentinos hasta la rendición ocurrida el 14 de junio de 1982. En dicho período el gobierno argentino la denominó de varias maneras, hasta que oficialmente se decidió por el nombre Puerto Argentino y la declaró capital de la Gobernación Militar de las Islas Malvinas, Georgias del Sur y Sandwich del Sur, que subsistió oficialmente hasta 1985. A finales de la guerra, durante la batalla final en la localidad, mujeres malvinenses fallecieron cuando la fragata británica HMS Avenger cañoneó su casa por error.
Durante la guerra los alrededores de la ciudad fueron extensamente minados, quedando aún hoy lugares marcados como terrenos minados. Una de los sectores más atacados fue el aeropuerto de la ciudad, profusamente bombardeado por los británicos.
La localidad fue nombrada lugar histórico nacional por el Congreso de la Nación Argentina y mediante el decreto 1.734 del 8 de junio de 1984.

## Características

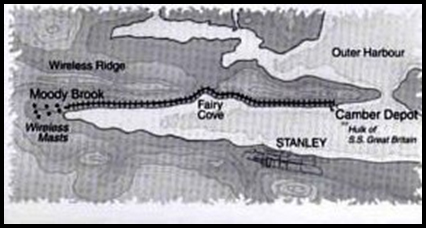
El ferrocarril Camber, único en su tipo por tamaño desarrollado en inmediaciones de esta localidad y en las Malvinas

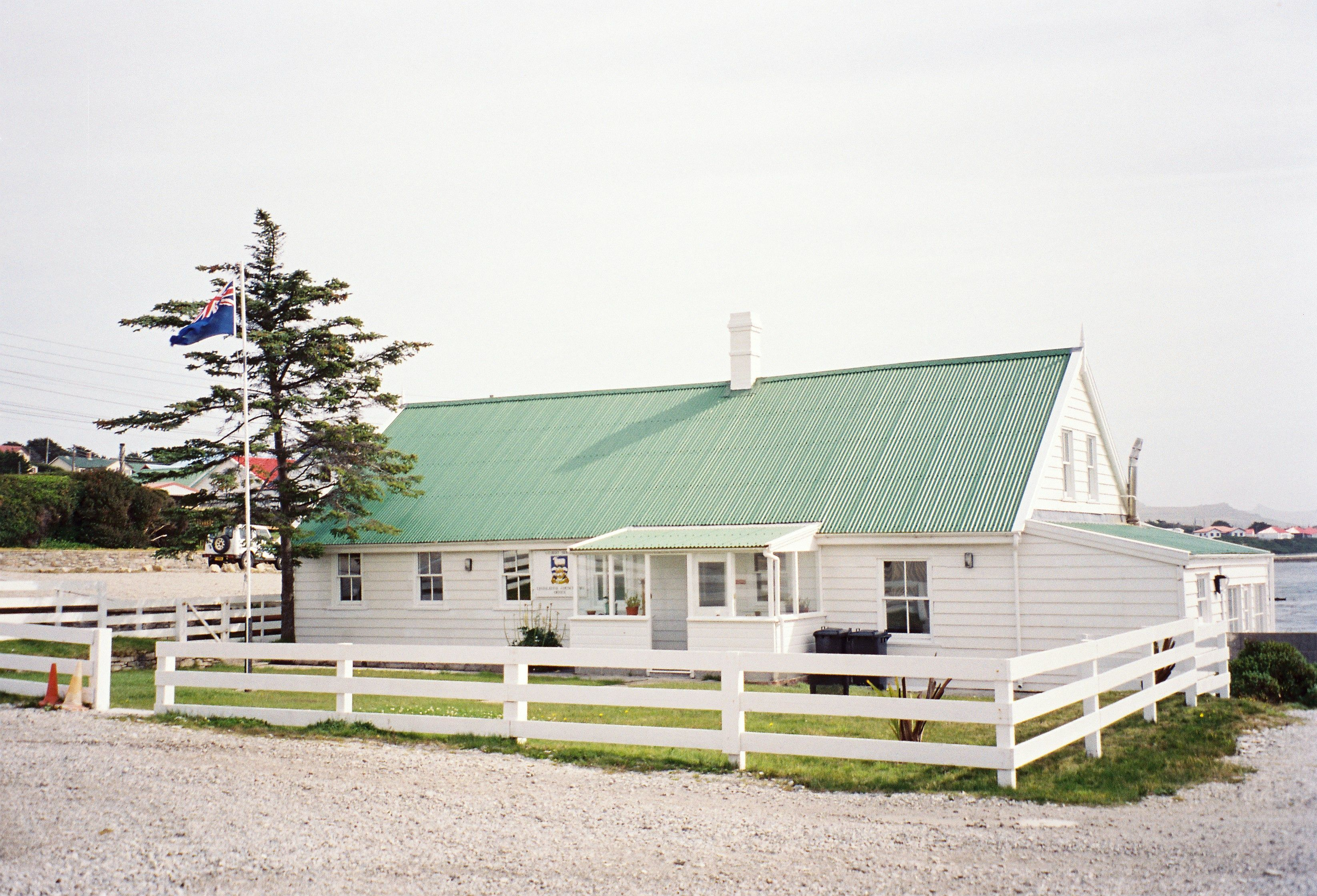
Gilbert House, sede de la Asamblea Legislativa.

Se encuentra en el sector noreste de la isla Soledad, asentada en una de las zonas más húmedas de la isla. Se ubica en el centro de la red de carreteras de la isla y es la zona principal de compras en el archipiélago. Varias de las tiendas y un hotel de la localidad son propiedad de la Falkland Islands Company. Además es la única población de las Malvinas que posee colegio, hospital, biblioteca y una piscina.
La escuela primaria tiene 250 estudiantes y abrió en 1955 y la escuela secundaria tiene 150 alumnos.
La sede del ayuntamiento sirve paralelamente como oficina de correos, corte de justicia y salón de baile. La estación de policía, incluye la única cárcel del archipiélago, con una capacidad de trece celdas. El hospital Rey Eduardo VII funciona como el principal centro médico de las islas, cuenta con médicos cirujanos y departamentos de radiología, odontología y servicio de emergencia.
En la localidad, además, se encuentra la sede de la British Antarctic Survey, la agencia encargada de los asuntos antárticos británicos, que administra cinco estaciones de investigación. También opera dos barcos y cinco aviones.
Algunas de las atracciones de la ciudad son: el Museo de las islas Malvinas, la iglesia Catedral de Cristo (la iglesia anglicana más austral del mundo), la Casa de Gobierno (construida en 1845), la Casa del Gobernador, el arco llamado «Whalebone» (o «Hueso de Ballena», en español), el campo de golf, algunos monumentos alusivos a la guerra de las Malvinas y lugares donde han encallado barcos.
La localidad está hermanada con Whitby, ubicada en Yorkshire del Norte.
La ciudad conforma la circunscripción electoral de Stanley de la Asamblea Legislativa de las islas Malvinas.

## Transporte y comunicaciones

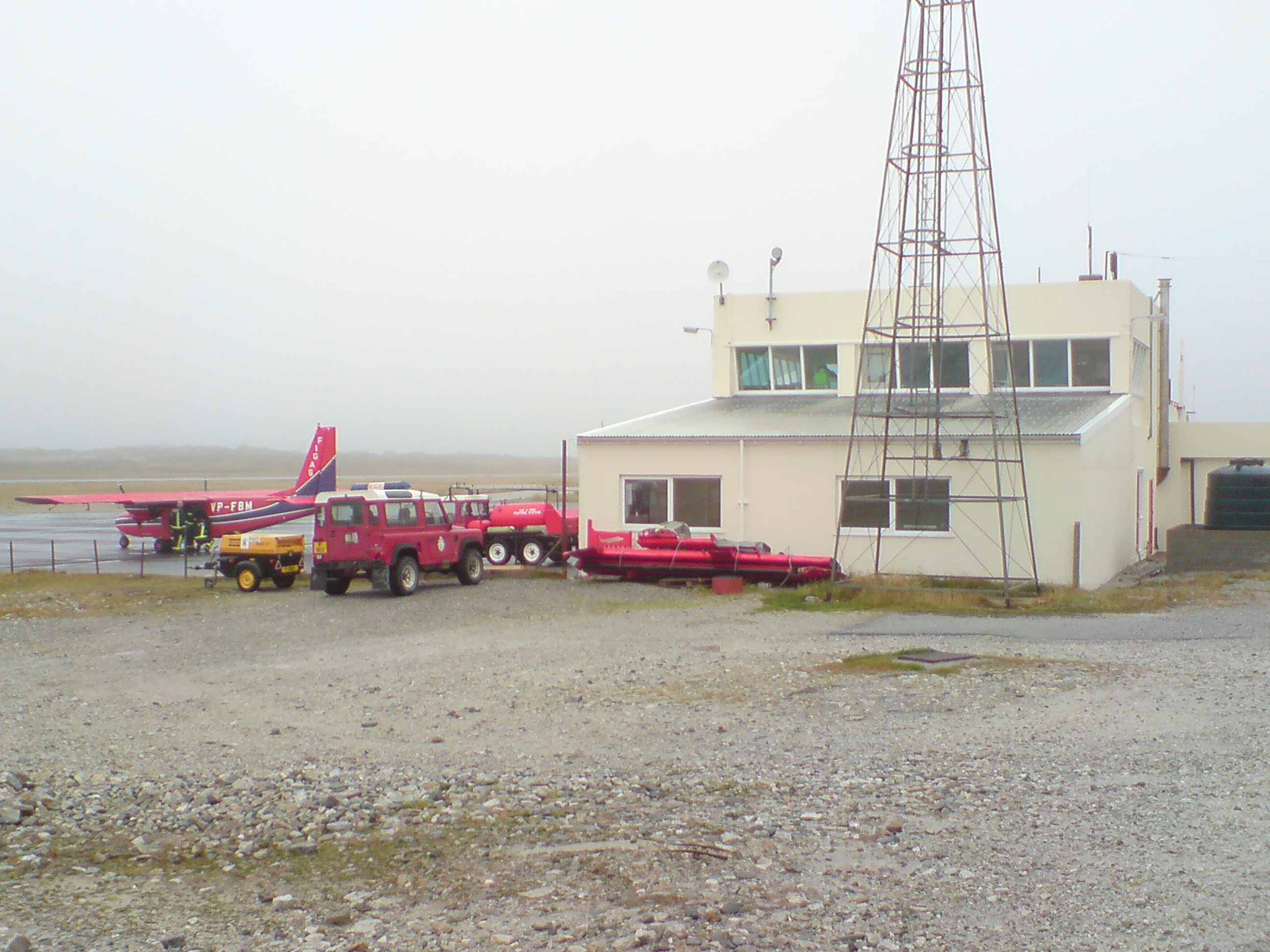
Vista del aeropuerto.

A la localidad se puede acceder desde el exterior por mar y aire. Cuenta con un aeropuerto en las afueras llamado Aeropuerto Stanley (código IATA: PSY) cuya pista fue construida originalmente en colaboración con la Argentina. También se accede desde la Base Aérea de Monte Agradable, distante 48 km al sudoeste, a donde una vez a la semana, un vuelo de 850 km la comunica con la ciudad chilena de Punta Arenas.
A fines de la década de 1970 no existían carreteras transitables entre la ciudad y el resto de la isla Soledad. Un reporte encargado por el gobierno británico consideró de gran importancia la construcción de una carretera hasta Puerto Darwin. Finalizado el conflicto bélico, se mejoraron las rutas que conectan con otras zonas de la isla Soledad. Varias compañías de taxi que operan desde la ciudad. Una de las calles principales es Ross Road.
En la ciudad funciona una estación de radio, la Falkland Islands Radio Service (FIRS), un canal de televisión, la Falkland Islands Television y un semanario llamado Penguin News.
Ocasionalmente, llegan cruceros a la ciudad.

## Población
Hacia 1849, se habían asentado 30 familias. Las islas tenían 3275 habitantes en 1911, y 916 de ellos vivían en Puerto Argentino/Stanley.
Actualmente, su población presenta un bajo pero constante crecimiento, que ha aumentado después de la guerra de las Malvinas, llegando a concentrar tres cuartos  (75 %) de la población total de las islas (2932 hab. en 2012). La mayoría de sus habitantes son hombres menores de 55 años, de origen local. Entre los inmigrantes se encuentran británicos, chilenos (alrededor de 130 hab.), originarios de la isla Santa Elena y Gibraltar, etc. La ciudad también concentra el 83 % de los 1650 personas habilitadas para votar en elecciones.
En 1976 vivían 1050 personas en la capital, lo que representaba la mitad de la población del archipiélago. La población se mantenía estancada desde principios de siglo.
Una estimación de 2009, arrojó una población de 2184 habitantes. El censo de 2012, una población de 2121, lo que representa un incremento del 0,28% frente a los 2115 habitantes (2006) del censo anterior.
En 2013 se construyeron en las cercanías del cerro Zapador (en inglés: Sapper Hill; ubicado al sur de la ciudad) unas 32 casas (como parte del crecimiento de la ciudad), aunque solo cuatro de ellas fueron ocupadas.
| Gráfica de evolución demográfica de Puerto Argentino/Stanley entre 1972 y 2012                          |
| |
| Fuentes: Thomas Brinkhoff: City Populations, UNSD Demographic Statistics y Falkland Islands Census 2012 |

## Clima

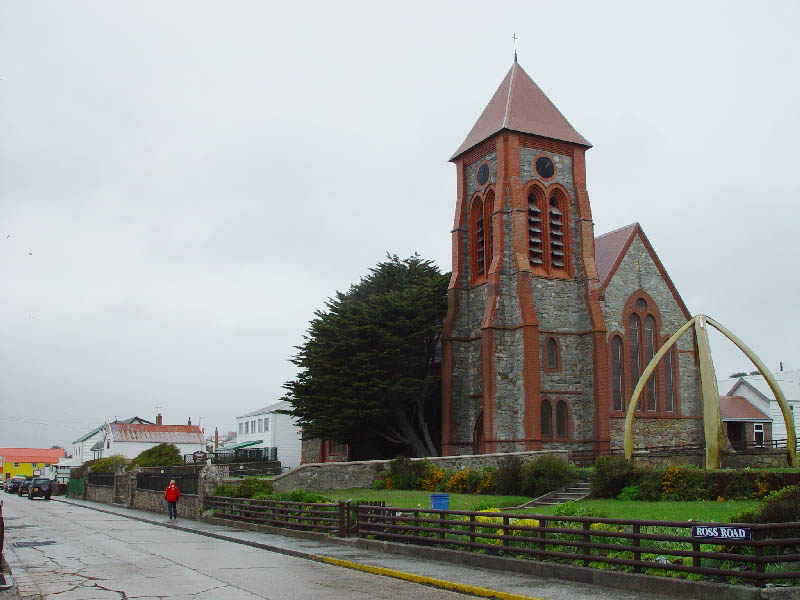
Catedral de la Iglesia de Cristo.

El clima de la localidad es oceánico subpolar y se caracteriza, como en el resto del archipiélago, por temperaturas bajas todo el año, y fuertes vientos del oeste. La precipitación, ronda los 644 mm al año, siendo relativamente baja, y distribuida uniformemente durante todo el año. En promedio, al menos 1 mm de lluvia puede registrarse en 125 días al año. Las islas reciben 36,3 % del posible sol, o alrededor de 1500-1600 h al año, un nivel similar a algunas partes sureñas de la lejanísima Inglaterra. Las temperaturas diurnas son similares a otras localidades a la misma latitud en el continente sudamericano, y las noches tienden a ser algo más frescas, con heladas ocurriendo en una de cada 3 noches (128,4 noches). Nieva en invierno pero, al igual que a la misma latitud continental, no tanto como se podría esperar en esta latitud.
| Parámetros climáticos promedio Stanley/Puerto Argentino | Parámetros climáticos promedio Stanley/Puerto Argentino | Parámetros climáticos promedio Stanley/Puerto Argentino | Parámetros climáticos promedio Stanley/Puerto Argentino | Parámetros climáticos promedio Stanley/Puerto Argentino | Parámetros climáticos promedio Stanley/Puerto Argentino | Parámetros climáticos promedio Stanley/Puerto Argentino | Parámetros climáticos promedio Stanley/Puerto Argentino | Parámetros climáticos promedio Stanley/Puerto Argentino | Parámetros climáticos promedio Stanley/Puerto Argentino | Parámetros climáticos promedio Stanley/Puerto Argentino | Parámetros climáticos promedio Stanley/Puerto Argentino | Parámetros climáticos promedio Stanley/Puerto Argentino | Parámetros climáticos promedio Stanley/Puerto Argentino |
| Mes                                                     | Ene.                                                    | Feb.                                                    | Mar.                                                    | Abr.                                                    | May.                                                    | Jun.                                                    | Jul.                                                    | Ago.                                                    | Sep.                                                    | Oct.                                                    | Nov.                                                    | Dic.                                                    | Anual                                                   |
| ------------------------------------------------------- | ------------------------------------------------------- | ------------------------------------------------------- | ------------------------------------------------------- | ------------------------------------------------------- | ------------------------------------------------------- | ------------------------------------------------------- | ------------------------------------------------------- | ------------------------------------------------------- | ------------------------------------------------------- | ------------------------------------------------------- | ------------------------------------------------------- | ------------------------------------------------------- | ------------------------------------------------------- |
| Temp. máx. abs. (°C)                                    | 30                                                      | 28                                                      | 27                                                      | 26                                                      | 24                                                      | 21                                                      | 18                                                      | 22                                                      | 25                                                      | 28                                                      | 30                                                      | 32                                                      | 32                                                      |
| Temp. máx. media (°C)                                   | 19                                                      | 17                                                      | 15                                                      | 12                                                      | 9                                                       | 6                                                       | 3                                                       | 6                                                       | 9                                                       | 11                                                      | 13                                                      | 15                                                      | 11.3                                                    |
| Temp. media (°C)                                        | 7                                                       | 5                                                       | 3                                                       | 1                                                       | -1                                                      | -6                                                      | -9                                                      | -3                                                      | 2                                                       | 6                                                       | 9                                                       | 11                                                      | 2.1                                                     |
| Temp. mín. media (°C)                                   | 1                                                       | -3                                                      | -7                                                      | -10                                                     | -13                                                     | -17                                                     | -20                                                     | -17                                                     | -14                                                     | -7                                                      | 1                                                       | 3                                                       | -8.6                                                    |
| Temp. mín. abs. (°C)                                    | -8                                                      | -12                                                     | -17                                                     | -22                                                     | -25                                                     | -29                                                     | -33                                                     | -27                                                     | -23                                                     | -13                                                     | -8                                                      | -5                                                      | -33                                                     |
| Lluvias (mm)                                            | 97.4                                                    | 73.5                                                    | 53.7                                                    | 33.8                                                    | 24.7                                                    | 13.2                                                    | 9.6                                                     | 15.5                                                    | 22.2                                                    | 36.6                                                    | 66.8                                                    | 98.8                                                    | 545.8                                                   |
| Días de lluvias (≥ 1 mm)                                | 9                                                       | 8                                                       | 7                                                       | 6                                                       | 5                                                       | 4                                                       | 3                                                       | 5                                                       | 8                                                       | 11                                                      | 13                                                      | 16                                                      | 95                                                      |
| Horas de sol                                            | 187                                                     | 178                                                     | 166                                                     | 155                                                     | 146                                                     | 139                                                     | 133                                                     | 143                                                     | 176                                                     | 187                                                     | 211                                                     | 233                                                     | 2054                                                    |
| Humedad relativa (%)                                    | 77                                                      | 73                                                      | 68                                                      | 64                                                      | 58                                                      | 54                                                      | 50                                                      | 57                                                      | 65                                                      | 72                                                      | 77                                                      | 83                                                      | 66.5                                                    |
| [cita requerida]                                        |                                                         |                                                         |                                                         |                                                         |                                                         |                                                         |                                                         |                                                         |                                                         |                                                         |                                                         |                                                         |                                                         |

Las temperaturas extremas varían de −11,1 grados Celsius (12,0 °F) a 26,1 grados Celsius (79,0 °F) para el periodo 1961-90, aunque más recientemente, el 23 de enero de 1992, cerca del Aeropuerto de Monte Pleasant registró 29,2 grados Celsius (84,6 °F).
Sin contar con datos anteriores a 1890, el clima térmico de las islas Malvinas en general parecieran mostrar una pequeña tendencia a mayores temperaturas. La media diaria máxima de enero en Monte Agradable para los años 1991-2011 promedian 16,5 grados Celsius (61,7 °F) comparada con su promedio de 1961-90 de 14,1 grados Celsius (57,4 °F).
| Parámetros climáticos promedio de Puerto Argentino/Stanley, Islas Malvinas (1929-1990) | Parámetros climáticos promedio de Puerto Argentino/Stanley, Islas Malvinas (1929-1990) | Parámetros climáticos promedio de Puerto Argentino/Stanley, Islas Malvinas (1929-1990) | Parámetros climáticos promedio de Puerto Argentino/Stanley, Islas Malvinas (1929-1990) | Parámetros climáticos promedio de Puerto Argentino/Stanley, Islas Malvinas (1929-1990) | Parámetros climáticos promedio de Puerto Argentino/Stanley, Islas Malvinas (1929-1990) | Parámetros climáticos promedio de Puerto Argentino/Stanley, Islas Malvinas (1929-1990) | Parámetros climáticos promedio de Puerto Argentino/Stanley, Islas Malvinas (1929-1990) | Parámetros climáticos promedio de Puerto Argentino/Stanley, Islas Malvinas (1929-1990) | Parámetros climáticos promedio de Puerto Argentino/Stanley, Islas Malvinas (1929-1990) | Parámetros climáticos promedio de Puerto Argentino/Stanley, Islas Malvinas (1929-1990) | Parámetros climáticos promedio de Puerto Argentino/Stanley, Islas Malvinas (1929-1990) | Parámetros climáticos promedio de Puerto Argentino/Stanley, Islas Malvinas (1929-1990) | Parámetros climáticos promedio de Puerto Argentino/Stanley, Islas Malvinas (1929-1990) |
| Mes                                                                                    | Ene.                                                                                   | Feb.                                                                                   | Mar.                                                                                   | Abr.                                                                                   | May.                                                                                   | Jun.                                                                                   | Jul.                                                                                   | Ago.                                                                                   | Sep.                                                                                   | Oct.                                                                                   | Nov.                                                                                   | Dic.                                                                                   | Anual                                                                                  |
| -------------------------------------------------------------------------------------- | -------------------------------------------------------------------------------------- | -------------------------------------------------------------------------------------- | -------------------------------------------------------------------------------------- | -------------------------------------------------------------------------------------- | -------------------------------------------------------------------------------------- | -------------------------------------------------------------------------------------- | -------------------------------------------------------------------------------------- | -------------------------------------------------------------------------------------- | -------------------------------------------------------------------------------------- | -------------------------------------------------------------------------------------- | -------------------------------------------------------------------------------------- | -------------------------------------------------------------------------------------- | -------------------------------------------------------------------------------------- |
| Temp. máx. abs. (°C)                                                                   | 24.4                                                                                   | 23.3                                                                                   | 21.1                                                                                   | 17.2                                                                                   | 14.1                                                                                   | 10.6                                                                                   | 10.0                                                                                   | 11.1                                                                                   | 15.0                                                                                   | 17.8                                                                                   | 21.7                                                                                   | 21.7                                                                                   | 24.4                                                                                   |
| Temp. máx. media (°C)                                                                  | 14.1                                                                                   | 14.0                                                                                   | 12.8                                                                                   | 10.3                                                                                   | 7.4                                                                                    | 5.6                                                                                    | 5.1                                                                                    | 6.0                                                                                    | 7.7                                                                                    | 9.9                                                                                    | 11.9                                                                                   | 13.4                                                                                   | 9.9                                                                                    |
| Temp. media (°C)                                                                       | 9.6                                                                                    | 9.7                                                                                    | 8.6                                                                                    | 6.5                                                                                    | 4.0                                                                                    | 2.5                                                                                    | 2.0                                                                                    | 2.5                                                                                    | 3.8                                                                                    | 5.7                                                                                    | 7.3                                                                                    | 8.8                                                                                    | 5.9                                                                                    |
| Temp. mín. media (°C)                                                                  | 5.1                                                                                    | 5.4                                                                                    | 4.5                                                                                    | 2.7                                                                                    | 0.7                                                                                    | -0.5                                                                                   | -1.2                                                                                   | -1.0                                                                                   | -0.2                                                                                   | 1.5                                                                                    | 2.7                                                                                    | 4.4                                                                                    | 2                                                                                      |
| Temp. mín. abs. (°C)                                                                   | −1.1                                                                                   | −1.1                                                                                   | −2.8                                                                                   | −6.1                                                                                   | −6.7                                                                                   | −11.1                                                                                  | -8.9                                                                                   | -11.1                                                                                  | −10.6                                                                                  | −5.6                                                                                   | −3.3                                                                                   | −1.7                                                                                   | −11.1                                                                                  |
| Precipitación total (mm)                                                               | 71.0                                                                                   | 58.0                                                                                   | 64.0                                                                                   | 66.0                                                                                   | 66.0                                                                                   | 53.0                                                                                   | 51.0                                                                                   | 51.0                                                                                   | 38.0                                                                                   | 41.0                                                                                   | 51.0                                                                                   | 71.0                                                                                   | 681.0                                                                                  |
| Días de lluvias (≥ 1 mm)                                                               | 17                                                                                     | 12                                                                                     | 15                                                                                     | 14                                                                                     | 15                                                                                     | 13                                                                                     | 13                                                                                     | 13                                                                                     | 12                                                                                     | 11                                                                                     | 12                                                                                     | 15                                                                                     | 162                                                                                    |
| Horas de sol                                                                           | 198                                                                                    | 161                                                                                    | 169                                                                                    | 115                                                                                    | 77                                                                                     | 57                                                                                     | 69                                                                                     | 90                                                                                     | 128                                                                                    | 189                                                                                    | 200                                                                                    | 198                                                                                    | 1651                                                                                   |
| Humedad relativa (%)                                                                   | 78                                                                                     | 79                                                                                     | 83                                                                                     | 87                                                                                     | 88                                                                                     | 89                                                                                     | 90                                                                                     | 87                                                                                     | 84                                                                                     | 80                                                                                     | 74                                                                                     | 76                                                                                     | 82.9                                                                                   |
| Fuente n.º 1: Unidad de Estudios Climáticos, UEA                                       |                                                                                        |                                                                                        |                                                                                        |                                                                                        |                                                                                        |                                                                                        |                                                                                        |                                                                                        |                                                                                        |                                                                                        |                                                                                        |                                                                                        |                                                                                        |
| Fuente n.º 2: Instituto Meteorológico de Dinamarca (DMI)                               |                                                                                        |                                                                                        |                                                                                        |                                                                                        |                                                                                        |                                                                                        |                                                                                        |                                                                                        |                                                                                        |                                                                                        |                                                                                        |                                                                                        |                                                                                        |